# The Korea Herald
The Korea Herald (en español: El heraldo de Corea) es un periódico surcoreano en inglés, fundado en 1953, en pleno conflicto bélico de la guerra de Corea. Es operado por la Herald Corporation, que es una empresa encargada de información y enseñanza en inglés de Corea del Sur.

## Historia

### Fundación
The Korea Herald se fundó en 1953 motivada por la guerra de Corea con el lema "Ventana de Corea al mundo. Desde entonces el periódico ha aumentado su volumen de negocio hasta la actualidad.
Sus productos de información incluyen periódicos, revistas, Internet, televisión y telefonía móvil. Por otra parte, sus productos de información ofrecen la enseñanza del idioma con personalización a través de localidades inglesas de todo el estado, institutos idiomáticos, así como jardines de infantes.

### Lanzamiento a Internet
The Korea Herald lanzó su web en 1995. En 1996, se informatizó el proceso de publicación de The Korea Herald. En 1997, la compañía publicó el periódico oficial de la decimoctava edición de la Winter University. En 1997, Korea Telecom selecciona The Korea Herald como el socio oficial de la base de datos pública. La primera Herald School, un centro de educación de franquicia inglesa para niños, abrió sus puertas en 2000 como la Herald Academy Inc. En agosto del mismo año, The Korea Herald comenzó a publicar 20 páginas diarias.

### ElJunior Herald
En 2004, Herald Media obtuvo los derechos para gestionar el Seoul English Village, una escuela de inmersión lingüística establecida por el Gobierno Metropolitano de la ciudad de Seúl. Más tarde, en este mismo año, el  Junior Herald -un periódico en idioma inglés para preadolescentes-, se puso en marcha.

### ¡Re-imagina!
¡Re-imagina! es el nombre del nuevo enfoque de The Korea Herald con vistas hacia las personas y el medio ambiente.
En 2012, Herald ECOCHEM, un productor de materiales biosostenible y Herald Ecofarm, una empresa cultivadora de fruta orgánica, se asociaron para reducir el impacto ambiental del hombre en la naturaleza y promover un estilo de vida sano. Las posiciones originales personifican la motivació de The Korea Herald para convertirse en una vida más allá de los medios de comunicació de la organización.